# Asparagus simulans
Asparagus simulans är en sparrisväxtart som beskrevs av John Gilbert Baker. Asparagus simulans ingår i släktet sparrisar, och familjen sparrisväxter.
Artens utbredningsområde är Madagaskar. Inga underarter finns listade i Catalogue of Life.